# Eugène Sundberg
Eugène Sundberg, född 27 april 1813 i Göteborg, död 11 mars 1883 i Göteborgs domkyrkoförsamling, Göteborgs och Bohus län, var en svensk musikvän.

## Biografi
Sundberg, som var grosshandlare i Göteborg, donerade 10 000 kronor med mera till ett kvartettsällskap, som fick namnet Eugène Sundbergs kvartettsällskap, med uppgift att odla kammarmusik i Göteborg efter mönster av Mazerska kvartettsällskapet i Stockholm. Josef Czapek var från början (mars 1884) det Sundbergska sällskapets musikledare. En minnesskrift utgavs 1894.